# Wish (Happiness單曲)
「Wish」是Happiness的第3張單曲。2011年8月17日由Universal Music發售。

## 收錄曲
CD
1. Wish  
作詞：Kanata Okajima / 作曲：Ryosuke "Dr.R" Sakai / 編曲：UTA
TBS系「CDTV」8月度開頭曲
2. make U happy   
作詞：Kanata Okajima / 作曲：Junichi Hoshino / 編曲：Junichi Hoshino

DVD
1. Wish（MUSIC VIDEO）

## 外部連結
- 官方網站發售告知* Happiness官方網站（页面存档备份，存于）
- UNIVERSAL MUSIC JAPAN Happiness官方網站 （页面存档备份，存于）